# Ousman Touray
Ousman Touray ist ein gambischer Politiker.

## Leben
| Parlamentswahl | Stimmen | Stimmanteil |
| -------------- | ------- | ----------- |
| 2012           | 3.409   | 46,01 %     |
| 2017           | 2.933   | 41,02 %     |

Ousman Touray trat bei der Wahl zum Parlament 2012 als Kandidat der National Reconciliation Party (NRP) im Wahlkreis Sabach Sanjal in der Kerewan Administrative Region an. Mit 46,01 % konnte er den Wahlkreis nicht gewinnen, er unterlag seinen Gegenkandidaten Ousman Bah (APRC). Bei der Wahl zum Parlament 2017 trat er im selben Wahlkreis erneut an. Mit 41,02 % konnte er den Wahlkreis vor Manjie Sambou (PDOIS) für sich gewinnen.
Bei den Parlamentswahlen 2022 trat Touray erneut im Wahlkreis Sabach Sanjal an und verlor mit 3495 Stimmen (37,11 %) gegen den parteilosen Kandidaten Alhagie Babou Ceesay (* 1990), der 4036 Stimmen (42,86 %) erhielt.